# Video Świat Hanna-Barbera
Video Świat Hanna-Barbera – miesięcznik dla dzieci wydawany w latach 1990-1992 przez Hanna-Barbera Poland. Założycielem i redaktorem naczelnym miesięcznika był Wojciech Trzciński. Z Video Światem związani byli Jacek Cygan, który był kierownikiem literackim miesięcznika oraz Majka Jeżowska. Promowali oni również w owym czasie rozmaite wydarzenia kulturalne.

## Zawartość
Pismo podzielone było na stałe działy takie jak:
- Wywiad moich marzeń – wywiad przeprowadzony z postacią ze świata filmów animowanych
- Oskarek '91 – plebiscyt na najpopularniejszą postać ze świata Hanny-Barbery
- Jackland – literacka rubryka prowadzona przez Jacka Cygana
- Kącik dla malucha
- Mam pomysł na komiks
- Krzyżówka dla syna i taty
- Historie biblijne – opowiadania oparte na serialu animowanym o tej samej nazwie
- Do you speak english? – kącik językowy

Ponadto czasopismo zawierało cykliczny komiks, konkursy oraz dodatki takie jak plakaty.